# Kilmany
Kilmany (in Gaelico scozzese: Cille Mheinidh) è un piccolo villaggio del Fife in Scozia, Regno Unito, che ha le caratteristiche del villaggio dormitorio per i centri vicini maggiori, presso cui buona parte dei suoi abitanti svolge la propria attività lavorative.
Kilmany è noto per essere il luogo di nascita del campione di Formula 1 Jim Clark.